# 雅致南麗魚
雅致南麗魚，為輻鰭魚綱鱸形目隆頭魚亞目慈鯛科的其中一種，分布於南美洲烏拉圭河中游流域，體長可達7.8公分，棲息在河川中底層水域，生活習性不明。

## 擴展閱讀
維基物種上的相關：雅致南麗魚